# وسلی کردر
وسلی کردر (هلندی: Wesley Kreder؛ زادهٔ ۴ نوامبر ۱۹۹۰) دوچرخه‌سوار اهل هلند است.
از باشگاه‌هایی که در آن رکاب زده‌است می‌توان به تیم دوچرخه‌سواری رومپوت–ندرلانسه لوتری، وانتی–گروپ گوبر، و وانتی–گروپ گوبر، اشاره کرد.